# Tegnefilmserie
En tegnefilmserie er tegnefilm lavet som tv-serie eller tv-serie lavet som tegnefilm – alt efter hvordan man vender og drejer det.
Og det er noget nær det eneste sikre, der kan siges, fristes man til at tilføje, for tegnefilmserier er et emne med et utal af variationer i både stil, genre, målgruppe og baggrund.
(Nærværende artikel omhandler også animeserier i vestlig betydning, dvs. japanske tegnefilmserier. I de generelle kapitler er der ikke skelnet, med mindre andet er angivet.)

## Ligheder med tv-serier
Tegnefilmserier ligner tv-serier ved, at de har nogenlunde faste persongallerier, lokaliteter, begreber, afsnitslængder, introer og rulletekster.
Ligeledes består tegnefilmserier nu om stunder normalt af et vekslende antal sæsoner med et vekslende antal afsnit. Udbredte varianter er sæsoner på 13 eller 26 afsnit, men stort set alle tænkelige antal forekommer, f.eks. er både 6, 21, 31, 47 og 52 set. Ved animeserier ses derudover af og til eksempler, hvor f.eks. 12 eller 24 normale afsnit suppleres af et ekstra specialafsnit, der typisk udgives direkte på dvd og blu-ray, hvor de øvrige normalt har været vist i fjernsynet forinden.
Hvor mange sæsoner og afsnit de enkelte tegnefilmserier i alt består af afhænger, hvor længe tv-stationerne ønsker at aftage serierne. Den længstkørende serie målt på antal år er Sazae-san, der har været i luften siden oktober 1969, og som i september 2013 var nået op på 2.255 afsnit. Hvert afsnit består imidlertid typisk af tre historier, og regner man dem enkeltvis, når man op på imponerende 6.917 foruden 11 specials. Dermed har den også rekorden for flest afsnit for en enkelt serie. Nøjes man med at se på tallet 2.255, gør Doraemon dem dog til dels rangen stridig. Fordelt på tre animeserier kan den således tælle hhv. 26, 1.787 og 566 afsnit, i alt 2.379 afsnit siden 1973, hvortil kommer 13 specials, 10 kortfilm og 44 andre film af forskellig slags (status 2013). Blandt rekorderne må desuden nævnes The Simpsons, der er den længstkørende amerikanske tegnefilmserie med 560 afsnit siden 1989 (status december 2014). Mens ZDF's Die Mainzelmännchen uofficielt slår alt og alle med ca. 50.000 afsnit siden 1963 (status 2012). Der er dog her tale om små tresekunders afsnit til markering af reklamer, hvorfor der ikke kan sammenlignes direkte. Fælles for alle de nævnte serier gælder i øvrigt, at de stadig kører, så antallet af afsnit kan være blevet højere, når dette læses.
I traditionelle tegnefilmserier er afsnittene typisk på 6-7, 10-11 eller 21-22 minutter, for animeserier gerne 24-25 minutter, men generelt sjældent længere med mindre der er tale om miniserier.
I nogle serier sendes 10-11 minutters afsnit normalt to sammen, således at de sammenlagt får en længde svarende til 22 minutters afsnittene (f.eks. Atomic Betty (2004-2008) og Kodenavn: Naboens børn (2002-2008)). Ved udsendelse i fjernsyn bliver den samlede sendetid dog ofte længere, i det mange tv-kanaler sender reklamer indimellem de korte afsnit, eller 22 minutters afsnittene afbrydes af en-tre reklamepauser undervejs. Kanaler, der sender fra Danmark, har dog ikke lov til afbryde med reklamepauser. Her – og på DVD-udgivelser – vil seere af 22 minutters afsnit nogle gange kunne opleve, at der bremses op på et spændende sted for straks efter at starte igen nogle sekunder tidligere i fortællingen evt. med en kort logovisning imellem. Dette er med henblik på kanaler med reklamepauser, hvor seerne håbes at blive hængende for at se, hvordan helten(e) klarer sig ud af denne eller hin farlige, ophedede eller prekære situation – vel at mærke efter reklamerne som man derved får folk til at se, i stedet for at de zapper væk.
I stik modsatte ende hvad angår længde er serier, hvor afsnittene kun er på et par minutter eller endda endnu kortere som pausefyld. Bundrekorden ligger utvivlsomt hos ovennævnte Die Mainzelmännchen med gennemsnitligt tre sekunder pr. afsnit.
Alt efter seriens karakter kan de enkelte afsnit være afsluttede episoder (normalt for serier med korte afsnit), eller de indgår i et længere handlingsforløb, hvor der dog kan indblandes enkeltstående afsluttede episoder (ses en del ved serier med 22 minutters afsnit). Endelig findes en mellemvariant, hvor de enkelte afsnit dækker over afsluttede episoder, men hvor der ved start/slut på de enkelte sæsoner kan ske ændringer i f.eks. persongalleri.

## Ligheder med tegnefilm
Tegnefilmseriernes største lighed med tegnefilm er selvfølgelig, at de er tegnede, om end meget af arbejdet nu foregår på computer. Begge dele betyder, at der kan benyttes effekter, der ikke uden videre ville kunne lade sig gøre med levende mennesker og dyr, i det mindste ikke uden kraftig brug af computeranimation og/eller specialeffekter. Dette benyttes navnlig ved 7 minuttersvarianterne, hvor brud på naturlovene ikke er usædvanlige. Tom og Jerry (1940- ) er et klassisk eksempel i så henseende, hvor figurer f.eks. bliver mast flade i en scene og er benene igen i næste scene sekunder efter. Men også serier der foregår i rummet eller hvor der indgår overnaturlige elementer har fordel af dette, i det man kan gengive de mest utroligste planeter såvel som den rene magi uden at behøve specialeffekter af ikke altid lige troværdig kaliber. 
En anden lighed er, at det i flere serier er dyrene, der er i fokus. Til dette formål er de udstyret med personlighed og i flere tilfælde talens brug. Warner Brothers har lavet en række sådanne serier, med populære figurer som Snurre Snup (1940- ) og Daffy And (1937- ), mens The Walt Disney Company er gået skridtet videre og bruger påklædte opretgående dyr på linje med mennesker, f.eks. Mickey Mouse (1928- ) og Anders And (1934- ).
Tilsvarende forekommer superhelte, robotter, rumvæsener, mutanter og overnaturlige væsener så som spøgelser, feer, hekse og alfer som hoved- og/eller bipersoner i en række serier.

## Animeserier
Tegnefilmserier laves i mange lande. USA bidrager med adskillige men også f.eks. Canada, Frankrig, Sverige og Danmark bidrager. En af de store bidragsydere er dog Japan. Tegnefilmserier herfra kaldes i vesten animeserier. Kendte eksempler er Pokémon (1997- ) og Yu-Gi-Oh! (flere serier, 1998- ).
I Japan kaldes alle former for animation for anime, mens anime i vesten sædvanligvis betegner japanske tegnefilm. I vestlig betydning er der teknisk set ingen forskel mellem japanske animeserier og tegnefilmserie fra resten af verdenen.
Men hvor meget har nationaliteten i det hele taget at sige? Jo, lande har gerne hver deres stilarter både kunstnerisk, fortællemæssigt og emnemæssigt. Stærkt forenklet så udnytter japanerne den begrænsede animations udtryksmuligheder, hvor belgiere/franskmænd vægter historie og velovervejet humor, mens amerikanerne vægter slap-stik-humor og superhelte. Men det er selvfølgelig en meget grov generalisering, der langt fra er dækkende. For stilarterne er for alle parter talrige, og inspirationerne går på kryds og tværs, så det er ikke altid muligt at udlede nationaliteten ved første øjekast. F.eks. foregår Shuriken School (2006-2008) i Japan og benytter klassiske animeeffekter, men serien er ikke desto mindre lavet i Frankrig.
Derimod er der visse kulturelle forskelle. Det japanske frisind er således større end især det amerikanske, hvilket har åbnet for flere animeserier med seksuelle undertoner, horror og andre ting, der er uegnede for børn. Disse serier er da også beregnet for ældre seere, for i Japan er tegnefilm ikke kun for børn. Men børnene er der dog også tænkt på i rigt mål, godt forstærket af japanernes svaghed for små nuttede figurer som Pokémon. Temaer der i øvrigt ses i betydeligt omfang er skole-/gymnasie-/kostskoleelever, robotter, magi og tidsrejser.
En mere praktisk forskel ligger i længden på afsnit og sæsoner. I USA satser man f.eks. typisk på sæsoner på 13 eller 26 afsnit a 21-22 minutter, mens man i Japan typisk går efter 12 eller 24 afsnit a 24-25 minutter. Denne forskel dækker dog til dels over længere introer og rulletekster, der i Japan typisk er på 1½ minut hver, hvor man i vesten nøjes med ½-1 minut. Ved bearbejdning til vestligt publikum får nogle serier dog barberet både disse og selve afsnittenes indhold, sidstnævnte blandt andet omfattende de mere frisindede scener.
En anden forskel er, at hvor de amerikanske serier kan fortsætte så længe, nogle vil betale, ender mange japanske serier efter en enkelt sæson, der dog kan suppleres af et ekstra afsnit. Dette skyldes til dels den simple grund, at mange animeserier er baseret på mangaserier, der produceres i langsommere tempo og derfor ikke kan nå at producere tilstrækkeligt med kapitler til grund for animeafsnit. Til gengæld giver det så mulighed for at mange forskellige mangaserier (og romaner) kan opnå at blive animerede, hvor man i vesten vil være mere tilbøjelige til at genbruge gamle kendinge.
En af de bedste eksempler på animeseriernes popularitet er nok cosplay. Det vil sige, at folk ved festivaler som danske J-Popcon klæder sig ud som figurer fra forskellige animeer.
Om Anime i øvrigt, se artiklen Anime.

## Film og tv-serier
Nogle tegnefilmserier er spin-off fra spillefilm og tegnefilm. F.eks. har tegnefilmen Kejserens nye flip (2000) affødt spin-off-tegnefilmserien Kejserens nye skole (2006-2008), hvor flere personer går igen. Tilsvarende har Star Wars-filmene (1977- ) affødt hele fem tegnefilmserier i form af Star Wars: Droids (1985-1986), Star Wars: Ewoks (1985-1986), Star Wars: Clone Wars (2003-2005), Star Wars: The Clone Wars (2008-2014) og Star Wars Rebels (2014- ).
Modsat er der tegnefilmserier, der selv har affødt lange tegnefilm. F.eks. har Kim Possible (2002-2007) affødt tegnefilmene Kim Possible: Et spørgsmål om tid (2003) og Kim Possible: En Djævelsk Plan (2005), mens Pokémon siden 1998 har affødt ikke mindre end 17 lange tegnefilm (status december 2014).
Tilsvarende er nogle tegnefilmserier fulgt op af tv-serier. F.eks. blev den første tegnefilmserie med Teenage Mutant Ninja Turtles (1987-1996) fulgt op af tv-serien Ninja Turtles: The Next Mutation (1997-1998). Mens tv-serien Pretty Guardian Sailor Moon (2003-2004) genfortalte historien fra den nogle få år ældre animeserie (1992-1997) baseret på mangaserien Sailor Moon (1991-1997).

## Tegneserier, videospil, legetøj og merchandise
Tegneserier og tegnefilmserier har flere fællestræk, i det de begge er tegnede serier med faste figurer. Ideen med tegnefilmserier baseret på tegneserier eller omvendt er derfor ofte nærliggende. Gamle tegneseriehelte som Superman (1938- ) og Batman (1939- ) har således fået liv flere gange på den måde. Modsat startede Anders And i tegnefilmen Den kloge lille høne (1934) og har siden gjort en stor karriere i både tegnefilm og tegneserier.
Noget lignende gælder for forholdet til videospil til alle platforme. Populære tegnefilmserier som Teenage Mutant Ninja Turtles (flere serier, 1987- ) afføder videospil, og populære videospil som Sonic the Hedgehog (1991- ) afføder tegnefilmserier som Sonic X (flere serier, 1993- ). Tilsvarende gælder for legetøj. Og dertil kommer hvad der affødes af merchandise i form af plakater, figurer, nøgleringe, sengetøj og til tider snart sagt alt andet tænkeligt. Alt selvfølgelig med den bagtanke hos firmaerne bag at binde fansene til sig og derved øge egen indtjening. Men også med den følge, at det stimulerer fansene; børn ser deres helte i fjernsynet og leger derefter aktivt med legetøjet og skaber med deres medfødte kreativitet og spontanitet nye historier. Alt i mens voksne fans pynter op med figurer af deres yndlingsanimefigurer lige så selvfølgeligt, som andre sætter Eiffeltårn-sourvenirs på Amagerhylden.

## Historie
(Dette kapitel tager primært udgang i amerikanske forhold. De danske egenproduktioner er beskrevet i et særskilt afsnit længere nede.)

### Fra ide til praktisk brug
Tegnefilm tager udgangspunkt i fiktionen om bevægelse. Ved at vise en række billeder, der hver især er let forandrede i forhold til det forgående i hurtigt rækkefølge, opstår en illusion om bevægelse og "levende billeder". En simpel ide som en række opfindere op gennem 1800-tallet søgte at virkeliggøre. En det lykkedes for var franskmanden Emile Reynaud med sin Theâtre Optique i 1888. Det fungerede ved, at et handlingsforløb var indtegnet på en strimmel olieret papir, der var perforeret i kanten, ved hjælp af tandhjul blev rullet fra en spole over på en anden. Et system af spejle projicerede det op på en skærm, og en Laterna Magika leverede baggrunden. Med dette system vistes fra oktober 1892 frem til 1900 en række film i Musée Grevin i Paris.
Men selv om Reynaud med dette på sin vis kom til at stå fadder til både animation og kontinuerlig produktion og derved et par af tegnefilmseriernes grundsten, blev det dog ikke denne teknik, der vandt. Det gjorde derimod filmstrimlen, som brødrene Auguste og Louis Lumiere præsenterede for offentligheden første gang 28. december 1895. Filmstrimlen blev basis for al filmproduktion indtil digitaliseringens gennembrud et århundrede senere og er det til dels stadigvæk.
Brødrene Lumieres film var simple optagelser af virkeligheden, men andre forsøgte sig snart med animation. I 1908 begyndte franskmanden Emil Cohl den første kontinuerlige produktion af tegnefilm, mens amerikaneren Winson McCay i 1909 skabte den første egentlige tegnefilmsfigur, Gertie the Dinosaur. Men både øst og vest for Atlanterhavet benyttede man den samme teknik: en tegning fotograferedes, udskiftedes med en let ændret tegning, der så fotograferedes og udskiftedes med en ny og så fremdeles. En besværlig teknik da hver eneste tegning skulle tegnes igen og igen i deres helhed.
Det problem løste amerikaneren John R. Bray til dels i 1914 med et system, hvor en baggrundstegning tegnet på et gennemsigtigt materiale kørtes hen over de underliggende tegninger. Resultatet var dog ikke tilfredsstillende, men året efter blev det, da amerikaneren Earl Hurd vendte systemet om og i stedet tegnede på gennemsigtige celluloidplader, der blev lagt oven på baggrunden. Sammenlagt betød det, at man kunne og kan genbruge baggrunden til de enkelte billeder og kun behøver at tegne de elementer, der bevæger sig. Samtidig kan disse elementer og baggrunden bevæges uafhængigt af hinanden, således at man for eksempel kan vise folk, der går hen ad en gade. Senere er teknikken forbedret, men princippet er stadig det samme. Eneste forskel er at man siden slutningen af 1990'erne efterhånden gået over til at gøre arbejdet på computer.

### Fra sort/hvid og stum til farver og lyd
Med celluloidteknikken kunne der nu for alvor komme gang i kontinuerlig produktion, og i tiden omkring 1. verdenskrig lavede det første regulære tegnefilmstudio Bray Productions således ugentlige tegnefilm. Fjernsyn eksisterede ikke dengang, så de blev vist i biograferne ligesom adskillige af deres efterfølgere.
Som alt andet biograferne viste dengang, var de første tegnefilmserier i sort/hvid og uden lyd. I 1926 kom det første afsnit med lyd i form af My Old Kentucky Home fra serien Sound Car-Tunes. Farverne holdt deres indtog i fuldt omfang i 1932 med Blomster og træer fra Disneys serie Silly Symphony. Sidstnævnte er i øvrigt en set med vore dages øjne noget usædvanlig serie, i det den ikke havde faste figurer a la Mickey Mouse og Anders And (som dog er med) men i stedet har musikken som bindeled. Men ligesom de andre serier er dens afsnit kun på 6-8 minutter. Lange tegnefilm holdt først deres indtog i 1937 og da i spillefilmslængde i form af Snehvide og de syv små dværge.
Men dengang som nu var tegnefilmserier ikke nødvendigvis kun rettet mod børn. Betty Boop fra 1930 lagde således ikke skjul på sin veldrejede former med voksentække. I tidens løb er også andre serier med familie- eller voksenorientering dukket op af og til om end de fleste dog med vægten på humoren.
Nævnes bør det også, at der stadig producerede tegnefilmserier i sort/hvid flere steder i verden og det til langt op i 1960'erne. Det skyldtes ikke mindst hensyn til fjernsynet, der så småt begyndte at komme frem i 1930'erne, og hvor der også blev vist tegnefilm. En ny visningsmåde der dog fik en brat pause med udbruddet af 2. verdenskrig.
2. verdenskrig havde også betydning for de amerikanske tegnefilmstudioer, der alle blev mobiliseret i krigspropagandaens tjeneste. Her kom Skipper Skræk i marinen og bekæmpede nazister og japanere, mens Private Snafu viste soldaterne, hvad de ikke skulle gøre i krig.

### Fjernsynet tager over
Men krigen sluttede som bekendt heldigvis. Der kom atter gang i fjernsynets udvikling og op gennem 1950'erne og 1960'erne skiftede tegnefilmserierne fuldstændigt visningssted fra biograf til fjernsyn. De første tegnefilmserier, der blev vist på "husalteret", var gamle serier, der tidligere havde været vist i biograferne tilbage i 1920'erne og 1930'erne. Den første tegnefilmserie lavet specielt til fjernsyn kom dog allerede i 1950 i form af Crusader Rabbit, men først i 1957 og 1958 kom der for alvor gang i tegnefilmserier til fjernsyn. Hanna-Barbera fandt endda vej til bedste sendetid med The Ruff & Reddy Show og Huckleberry Hound. De fulgtes i 1960 af den første tegnefilmserie med lange afsnit, The Flintstones.
Fjernsynet skabte således en ny æra for tegnefilmserierne men også større fokus på tegnefilmenes eviggyldige problem med den langvarige og omfattende animationsproces. Bare til et enkelt 22 minutters afsnit skal der bruges 33.000 billeder. Og selv om man i praksis kun laver 12 billeder pr. sekund mod normalt 24 til mindre aktive scener, tager det lang tid at lave. Og skal man lave hele sæsoner, tager det endnu længere tid, med mindre man speeder processen op. Til dette udvikledes forskellige teknikker, ligesom processen begrænset animation blev udbredt. Med denne skabtes en række hurtigtproducerede lavbudgetserier op gennem 1960'erne og 1970'erne. Men det var på bekostning af kvaliteten, og det kostede seertal. Men det kunne den da markedsdominerende Hanna-Barbera være ligeglad med. Når en af dens serier blev droppet, blev den blot hurtigt erstattet af en ny af samme lave kvalitet. For der var stadig millioner af amerikanske børn, der skulle se tegnefilm hver lørdag morgen.
Det blev dog til nogle amerikanske tegnefilmserier af høj kvalitet i de år, men kun få som Radiserne slog for alvor igennem.
Men der var andre end amerikanere, der kunne lave tegnefilmserier. Også Japan begyndte nu at være aktiv med deres animeserier. Den første, Otogi Manga Calendar så således dagens lys i 1961, og enkelte serier som Astro Boy og Heidi tog turen Jorden rundt i 1960'erne og 1970'erne. Der skulle dog gå et par årtier før animeserierne for alvor slog igennem i vesten, og seerne i øvrigt blev klar over deres japanske herkomst.
Inden da var der dog sket visse nyskabelser i vesten. Lande som Canada beviste fra 1980'erne og frem at de også kunne være med i form af forholdsvis vellavede serier som Inspektør Gadget. Mens Frankrig og Belgien havde et veritabelt skatkammer af tegneserier at lægge til grund for langtidsholdbare serier som Lucky Luke og Smølferne.
På det stadig vigtige amerikanske marked blev der sideløbende blødet op for den gamle ide om, at TV-shows skulle være belærende. Den åbnede en port for producenter af legetøj og videospil med en række tegnefilmserier baseret på legetøj og omvendt så som Transformers og Care Bears. Reklame kaldte nogle det, men serierne blev populære. Succesprincippet var og er simpelt: legen begynder, når fjernsynet slukkes.

### Nye tider
Kvaliteten var dog stadig lav, men sidst i 1980'erne vendte The Walt Disney Company stærkt tilbage til markedet med serier som Bubbi Bjørnene og Rip, Rap og Rup på eventyr, der kendetegnedes af høj kvalitet og ikke overraskende med succes til følge. Andre firmaer som Warner Brothers fulgte hurtigt trop, ligesom tv-stationen Nickelodeon fra 1991 åbnede for nye serier som Doug og The Ren and Stimpy Show. Ekstraomkostningerne reduceredes med tidens nye løsen: outsourcing til Syd- og Sydøstasien.
1990'erne bød således atter på høj kvalitet men også atter på serier henvendt til voksne så som The Simpsons, der i mellemtiden er blevet den hidtil længstkørende tegnefilmserie.
Knap så omfattende men nok så nyskabende set med vestlige øjne var de japanske animeserier, der som nævnt nu for alvor holdt deres indtog i den vestlige del af verdenen. I første omgang med voksenorienterede serier som Akira og Battle Angel og efterfølgende børneorienterede serier som Ranma ½ og Sailor Moon. Og mens de første bød på mere vold og sex, end hvad den amerikanske selvcensur ville acceptere, tog de sidste fat i temaer, der var fuldstændig forskellige fra de traditionelle amerikanske superhelte og slap-stick-humor men satsede i stedet på pigehelte, kærlighed og non-stop-action.
I de samme år blomstrede også undergrundsserierne. De var set før men som oftest kun i lukkede kredse. Men med den forbedrede computerteknik blev det også muligt for mindre firmaer og enkeltpersoner for alvor at udbrede skæve serier som South Park. Kvaliteten kunne diskuteres, men de var beviser for, at man ikke partout behøvede at gøre som de store firmaer for at slå igennem.

### Nutid og fremtid
Store og små, nye og gamle, tegnefilmserierne var som man kan forstå inde i en blomstringsperiode. Og børnene kunne glæde sig over, at det nu ikke længere kun foregik lørdag morgen. På kanaler som Nickelodeon, Disney Channel og Cartoon Network kunne de nu se tegnefilm dagen lang. Flere kanaler er siden kommet til, så der nu må siges at være noget for enhver smag. Dertil kommer at en række serier er udgivet helt eller delvist på vhs, dvd og/eller Blu-ray, foruden hvad der legalt eller illegalt har fundet vej til diverse hjemmesider. Nye distributionsmuligheder der ikke alene gør det muligt at se yndlingsserierne på ethvert ønskeligt tidspunkt men også giver adgang til serier, der ellers næppe vil finde vej til de lokale tv-kanaler og for en dels vedkommende forblive ukendte.
Seneste betydningsfulde stadie i udviklingen er de computeranimerede film med tredimensionelle figurer og miljøer, der i tiden omkring årtusindskiftet for alvor tog over fra de traditionelle todimensionelle tegnefilm. I første omgang var det dog mest tegnefilm i spillefilmslængde, det drejede sig om, men efterhånden producerer amerikanerne nu også mange tegnefilmserier tredimensionelt, f.eks. i form af Garfield og Star Wars: Clone Wars. En udvikling der dog står i nogen kontrast til japanerne der fortsat primært holder på det traditionelle todimensionelle som i f.eks. K-On! og Axis Powers: Hetalia. Men både her og i Europa er man nu stort set overalt gået over til at lave det hele på computer, uanset hvor mange dimensioner man så opererer med. I oktober 2013 skiftede Sazae-san således som den sidste animeserie fra traditionel celluloidteknik over til digital produktion.
Udover digitaliseringen følger tegnefilmserierne generelt den almindelige udvikling indenfor tv-branchen med skiftene fra 4:3-format og standardopløsning til hhv. 16:9 og high definition. Der er dog en udvikling, der kommer til at tage nogle år. Mange fjernsyn er endnu ikke udskiftede, hvorfor mange tv-stationer fremdeles sender helt eller delvist i 4:3 og standardopløsning. Den har den følge, at nogle serier følgelig også laves til de gamle standarder, mens andre udsendes i bearbejdede udgaver.

## Danske tegnefilmserier
Den første dansker, der med nogenlunde sikkerhed beskæftigede sig med tegnefilm professionelt, var multikunstnere Robert Storm Petersen, bedre kendt som Storm P. Men hvornår han begyndte er straks mere uklart. Ifølge egne og andres erindringer nedfældet over 40 år efter skulle han imidlertid havde lavet en første film så tidligt som i 1906 på en stump råfilm, der var blevet til overs hos Nordisk Film, hvor han dengang arbejdede som skuespiller. Filmen blev lavet ved at han på en tavle med kridt animerede forvandlingen af en blomsterknop til fuldt udviklet blomst, i det han skiftevis rettede på tegningen, og fotografen Axel Graatkjær optog de enkelte stadier. Hvordan det færdige resultat så ud, og hvem der har set det vides ikke, for der foreligger ingen samtidige optegnelser, og filmen selv er ikke bevaret, hvis den da nogensinde har eksisteret.
Uklarhederne omkring Storm P.'s forsøg med tegnefilm fortsætter 12-13 år senere. I et notat til et brev fra 1918 skriver Nordisk Films direktør Wilhem Stæhr om animationsfilm, at der "skal Taalmodighed og megen Humor til for at faa noget ud deraf, Storm Petersen blev ked af det paa Halvvejen". Hvad der sigtes til her vides ikke. Til gengæld har direktøren fået fat i noget, der den dag i dag gælder for animationsfilm i almindelighed og tegnefilmserier i særdeleshed; de tager lang tid at lave, og skal kvaliteten være god kan de være et år eller mere undervejs.
Storm P. må dog have fået mod på at lave tegnefilm igen, for allerede i 1919 går han i gang igen, og denne gang er resultaterne veldokumenterede. Første deciderede tegnefilm var testfilmen Øen med hans egne tegneseriefigurer De tre små mænd i hovedrollerne. Året efter gik han for alvor i gang og lavede sammen med fotografen Karl Wieghorst i 1920-1921 yderligere mindst tre tegnefilm heraf to med De tre små mænd. Rigtig serieproduktion blev det imidlertid ikke til, for den store kunstner var blevet træt af arbejdet igen. Det var med hans egne ord "som at bære sten til pyramiden". Man laver det samme igen og igen, men først efter lang tids arbejde har man resultatet. Earl Hurds ovennævnte forenklende system kendte han ikke, så alle tegninger blev lavet fra bunden igen og igen, og selv simple bevægelser har utvivlsomt taget meget tid at lave. Noget der forståeligt nok rimede dårligt med en kunstner, der i dag nok mest er kendt for sine vittighedstegninger og tegneseriestriber, der kunne laves fra dag til dag.

### Reklamer og spredte forsøg
Karl Wieghorst fortsatte imidlertid med at lave tegnefilm, hovedsageligt reklametegnefilm, op gennem 1920'erne i Storm P's navn og til dels også med hans figurer De tre små mænd og Peter og Ping. Men det er uklart i hvilket omfang den store kunstner selv var involveret i denne produktion, der i 1928 afsluttedes med tre tegnefilm over H.C. Andersens eventyr. For Wieghorsts såvel som for mange af tidens andre film gælder, at der kun findes sparsomme oplysninger, og filmene selv eksisterer for en dels vedkommende nu kun i fragmenter og mange slet ikke.
Andre var dog også i gang med tegnefilm. Alfred Skibstrup lavede således allerede i 1920 de første danske reklametegnefilm. Og det skulle blive netop reklamefilm, der sammen med instruktions- og oplysningsfilm skulle skaffe generationer af danske animatorer brød på bordet. Enkelte undtagelser blev det dog til, men Jørgen Müller m.fl.'s korte Columbus: Et bankrøveri fra 1933 blev en enlig svale, mens Erik Rus og Børge Hambergs Peter Pep i 1940-1941 måtte nøjes med tre film. Heller ikke Miks senere nok så populære tegneserie Ferd'nand skulle levere gennembruddet med sine to film i 1944 og 1945. En skæbne der for den sags skyld også overgik Danmarks første lange tegnefilm Fyrtøjet fra 1946, der trods succes hos publikum ikke førte til flere ellers planlagte og påtænkte tegnefilm over H.C.Andersens eventyr.
Danskere måtte således i det store hele længe kigge i vejviseren efter egenproducerede tegnefilmserier, når der ses bort fra reklamefilm som bryggeriet Stjernens under det kendte motto "Han vil meget meget hel're ha' en Star". En serie der i øvrigt skulle holde sin popularitet længe efter, at bryggeriet lukkede i 1964.
Populær vil derimod nok være for stærkt et ord at bruge om den første rigtige danske animerede serie, når der ses bort fra trilogierne med De tre små mænd og Peter Pep. Hvordan man opdrager sine forældre var en serie i 6 afsnit skabt som flyttefilm af Jannik Hastrup og Flemming Quist Møller som en af fire dele af DR's julekalender i 1966. Serien var bevidst provokerende og udløste et ramaskrig mod DR. Mere held havde man med de siden så folkekære Cirkeline-film, af hvilke der i 1968-1971 blev lavet 6 i sort/hvid og 13 i farver. Begge serier var dog ikke tegnefilm i traditionel forstand men flyttefilm, hvor faste tegninger af figurerne helt bogstaveligt flyttedes hen over baggrunden i modsætning til tegnefilm, hvor der laves nye figurtegninger for hvert billede. En simpel og besparende teknik der også blev brugt blandt andet delvist til Historiebogen (1972-1974, 9 afsnit), til Aborresøen (1978, 5 afsnit) og til Miki - 3 år (1980, 6 afsnit)

### Gennembruddet
Nu var vejen så efterhånden banet for danske tegnefilmserier i ordets bogstaveligste betydning. Og æren for gennembruddet må nok tilfalde Jannik Hastrups serie Trællene i 3 × 3 afsnit fra 1978-1980. Ikke at produktionen af danske tegnefilmserier nu blev kontinuerlig, men efterhånden kom der skred i sagerne og en række serier med vekslende held fulgt efter i de følgende årtier:
Snuden (1980, 3 afsnit), Quark (1987, 6 afsnit af planlagt 14 til tysk tv), Bjarne og Brittas vidunderlige verden (1990, 5 afsnit), Thomas og Tim (1993, 16 afsnit), Sallies historier (1998, 13 afsnit), Trolderi (2000, 26 afsnit), Jungledyret Hugo (2003, 13 afsnit), H.C. Andersens eventyr (2004-2005, 26 afsnit) og endelig den computeranimerede Den grimme ælling og mig (2005, 26 afsnit).
Også Rasmus Klump er blevet animeret, og det endda flere gange. I 1960'erne lavedes således en serie på kontraktligt 13 afsnit af diskutabel kvalitet, men nærmere oplysninger om disse savnes. Næste forsøg blev gjort i 1984 med 13 nye afsnit. Endelig lavedes 1997-1998 2 × 26 afsnit.
Endelig må en håndfuld serier lavet på udenlandsk baggrund nævnes: Benjamin Blümchen (1998/2002, 54 afsnit), Bibi & Tina (2004-2006, 13 afsnit), Bibi Blocksberg (2004-2006, 13 afsnit) og Peddersen og Findus (2006, 13 afsnit).